# Ассамбле-Насьональ (станция метро)
Ассамбле-Насьональ (фр. Assemblée nationale) — станция линии 12 Парижского метрополитена, расположенная в VII округе Парижа. Названа по расположенному неподалёку французскому парламенту, хотя ещё ближе к станции располагается ещё одно государственное учреждение — Министерство Дефанс. 

## История
- Станция открылась 5 ноября 1910 года в составе первого пускового участка тогдашней линии А компании Север-Юг (с 1931 года линии 12 Парижского метрополитена) Порт де Версаль — Нотр-дам-де-Лоретт. От времён компании Север-Юг сохранились некоторые элементы оформления.
- До 30 июня 1989 года станция называлась "Шамбре дес Депут", переименование связано с переименованием здания французского парламента. Начиная с 1990 года на стенах регулярно организуются инсталляции современных французских художников на политические темы.
- Пассажиропоток по станции по входу в 2011 году, по данным RATP, составил 1 085 710 человек[1]. В 2013 году этот показатель вырос до 1 138 571 пассажиров (288 место по уровню входного пассажиропотока в Парижском метро)[2].

## Галерея

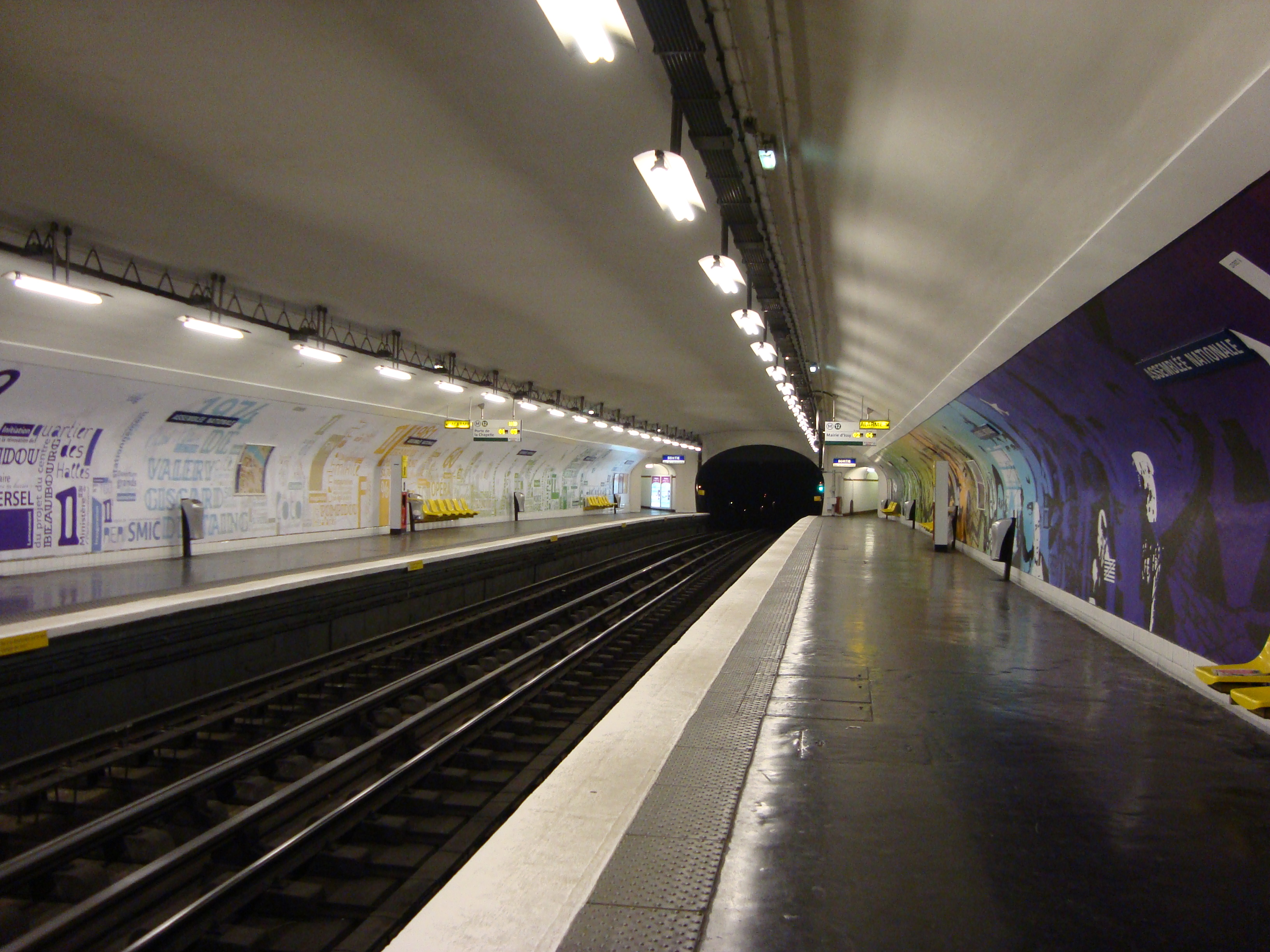
Зал станции (октябрь 2008)
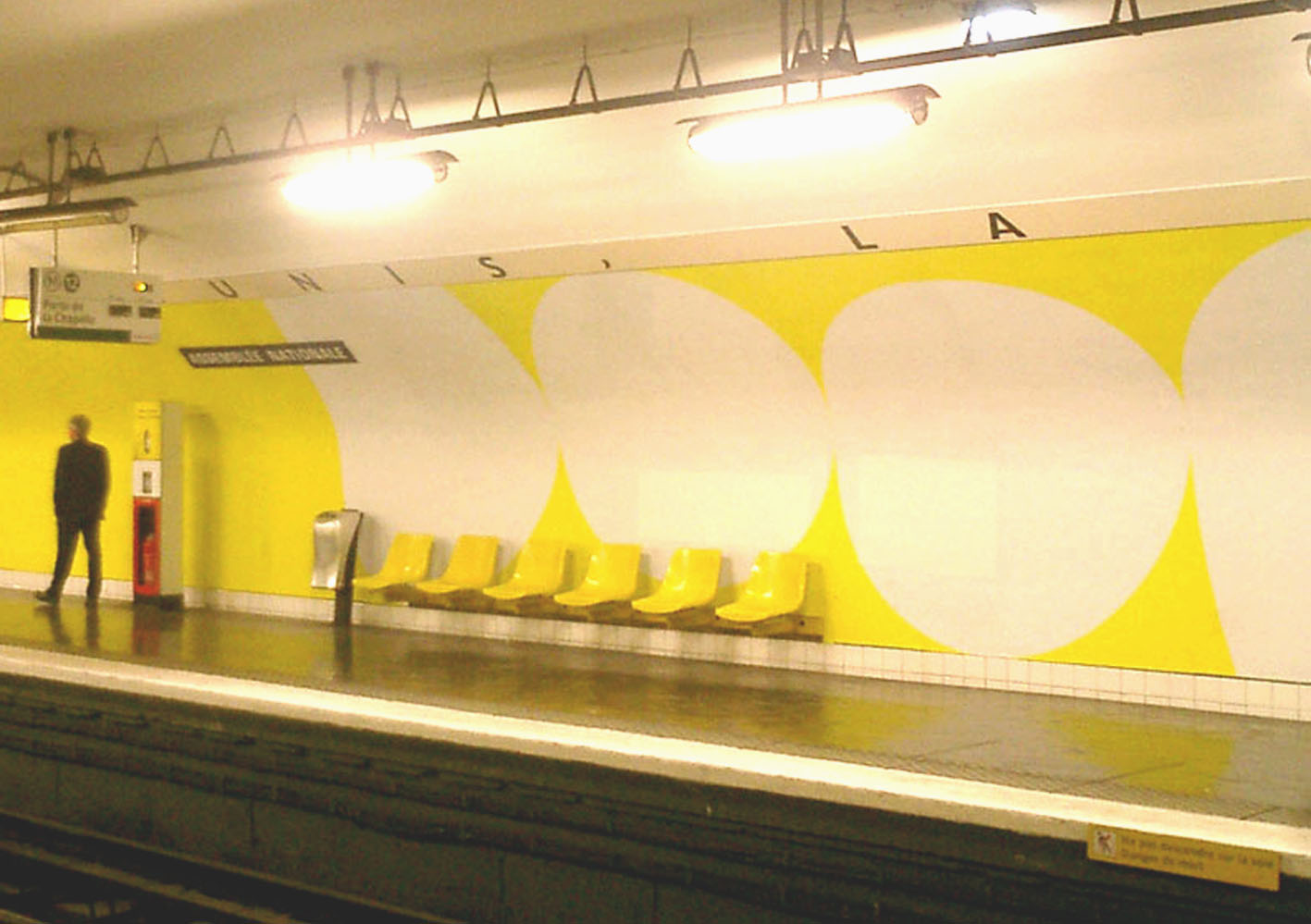
Станция в 2006 году
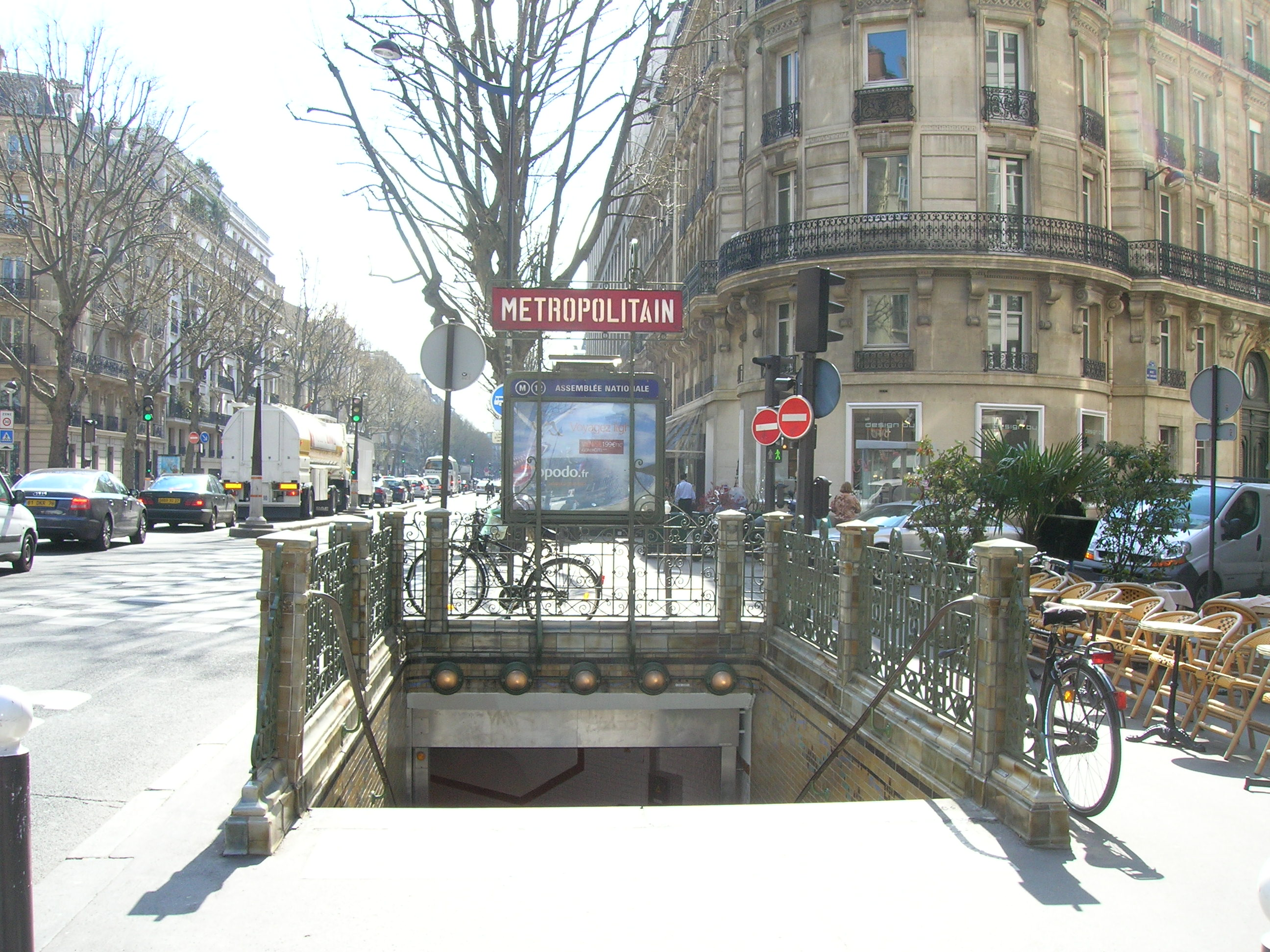
Выход на бульвар Сен-Жермен

Инсталляция на тему президентов Пятой Республики (30 сентября 2008)
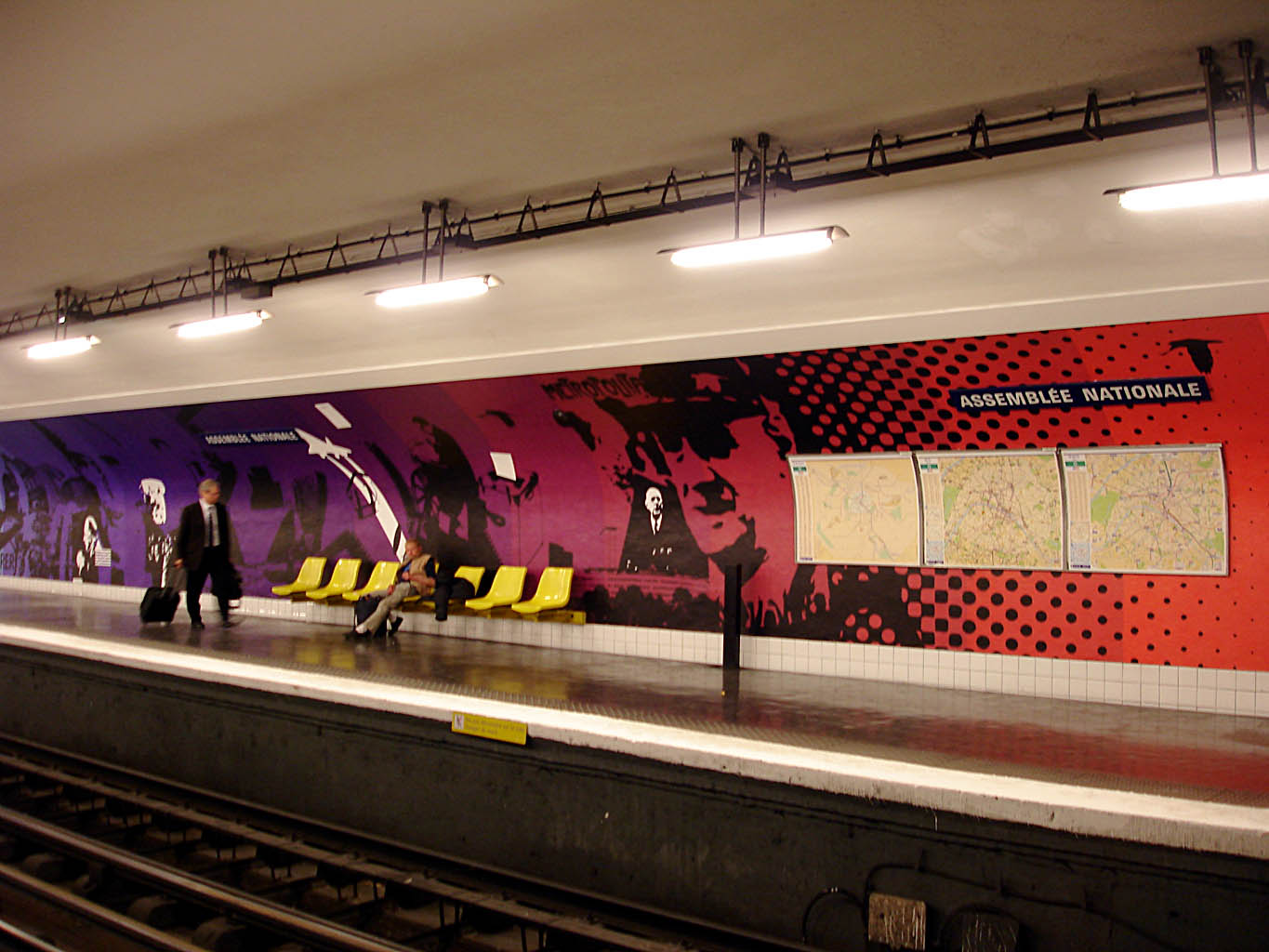
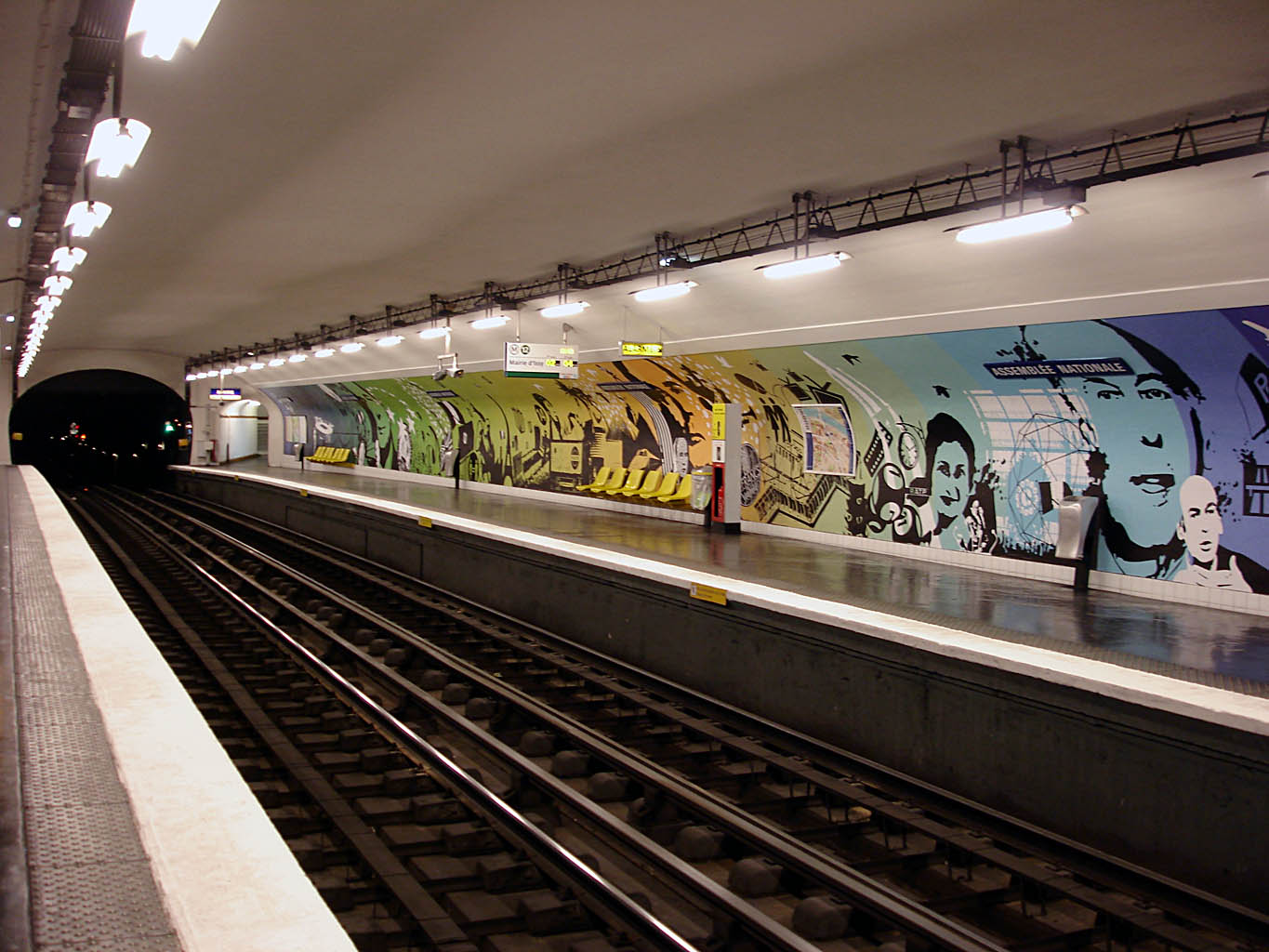
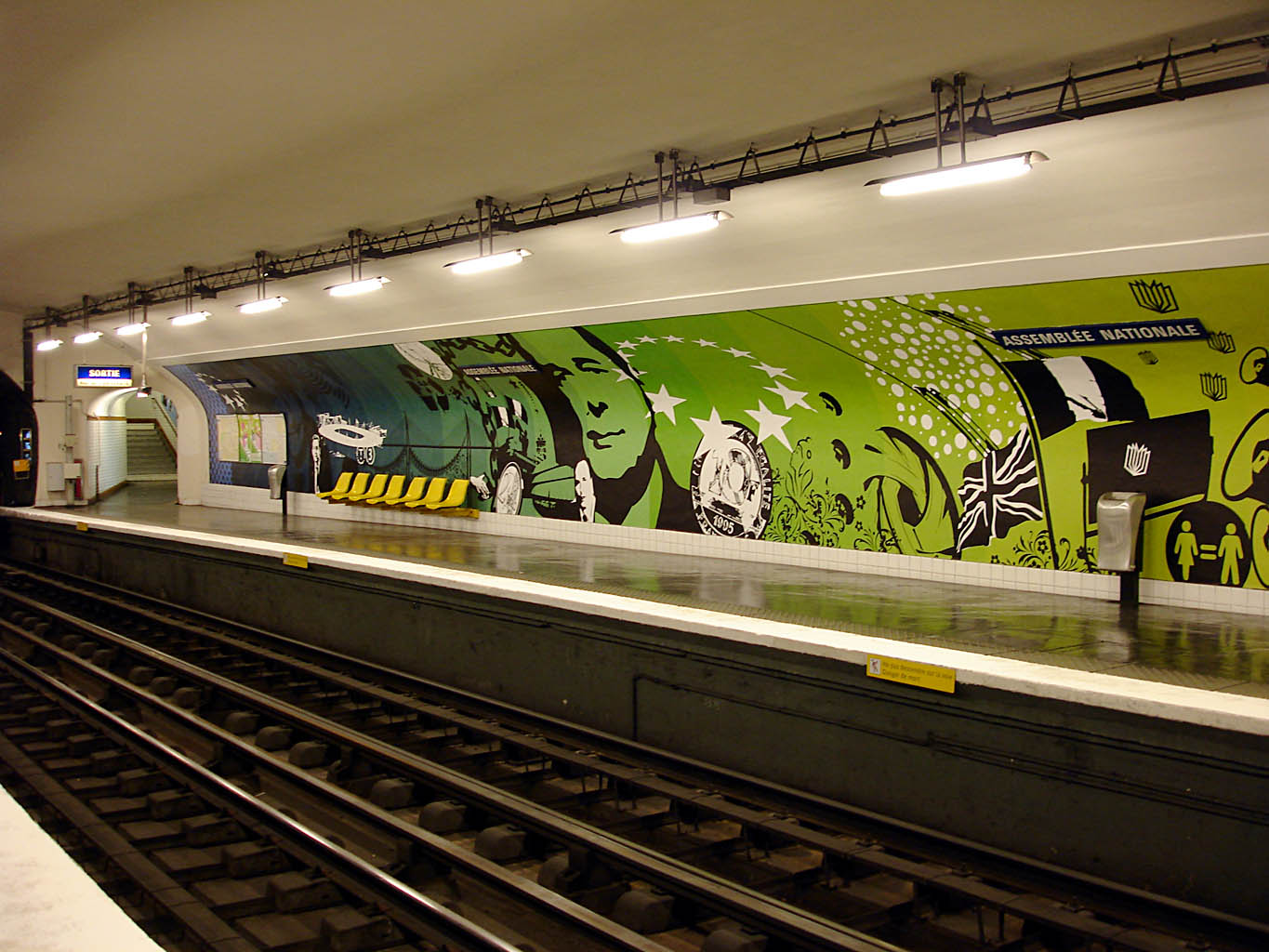